# 7897 Bohuška
(7897) Bohuška, denumire internațională (7897) Bohuska, este un asteroid din centura principală de asteroizi.

## Descriere
7897 Bohuška este un asteroid din centura principală de asteroizi. A fost descoperit pe 12 martie 1995 la Observatorul din Ondřejov de Lenka Šarounová. Asteroidul prezintă o orbită caracterizată de o semiaxă mare de 3,07 ua, o excentricitate de 0,20 și o înclinație de 4,0° în raport cu ecliptica.